# TERC
Le TERC (pour « Telomerase RNA component ») est un ARN non codant, composant de la télomérase. Son gène est le TERC situé sur le chromosome 3 humain.

## Rôles
Cet ARN a pour rôle de servir de modèle pour la transcriptase inverse qu'est la télomérase.